# Макуільшочітль

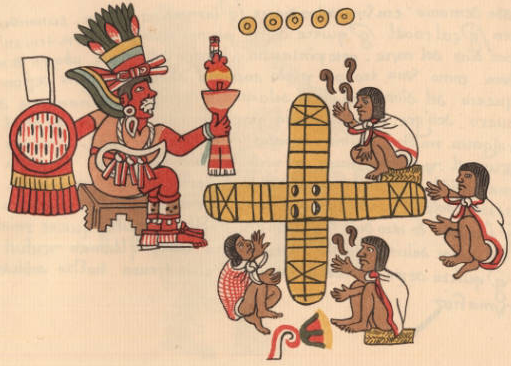
Макуільшочітль

Макуільшочітль (ісп. Macuilxochitl) — бог співу, мистецтва, квітів, краси, танців, покровителем вдалого полювання, писемності в ацтекській міфології. Водночас цього бога вважали покровителем гомосексуалів та чоловіків, які займалися проституцією. Його ім'я перекладається як «П'ята квітка». Мав інші імена — Шочипіллі («Принц-квітка») та Чикормешочітль («Сьома квітка»). Був покровителем дня Осоматлі (мавпи) у священному календарі під іменем Шочипіллі. Культ цього бога був широко розповсюджений у Месоамериці.

## Опис
Сапотеки зображували його з малюнком навколо рота, що нагадує метелика, з розфарбованим обличчям, що виглядає з розкритих щелеп птиці з високим і прямим гребенем. В ацтекських міфах на грудях носить талісман (oyohualli) у вигляді сльози (зроблений з перламутру). Часто зображувався сидячи, з відкритим ротом та руками, піднятими до небес. Тіло зазвичай червоного кольору, в руках зображується з ацтекським барабаном.

## Міфи
Згідно міфів був пов'язаний з богами дощу Тлалоком і маїсу — Кінтеотлєм. Його дружиною були Майуель та сестра-близнюк Шочикецаль. В останньому випадку проявляється часта двоїстість ацтекських богів. В деяких міфах зображується як Шочипіллі та Шочикецаль одночасно як одне й одружене сам із собою. Ймовірно звідси походять міфи про покровительством цим богом гомосексуальності.

## Культ
Був популярним божеством в ацтеків і сапотеків. Дослідники розходяться в думках щодо хто з них першим став поклонятися цьому богові, а який народ перейняв Макуільшочітля-Шочипиллі. Певний вплив на міфи про нього мала тольтекська цивілізація. До нього по допомогу зверталися гравці у м'яч та патоллі. У Кодексах Борджіа і Ватикана Б його зображено з речами для гри в ці ігри.
На його честь влаштовували свято, якому передував суворий піст. Люди покривали себе орнаментами і прикрасами з дорогоцінних каменів, символічних для цього божества, немов хотіли зобразити його. Потім починалися танці та веселий спів під звуки барабана. Відбувалися жертвопринесення у вигляді крові різних тварин, богу пропонували спеціально приготовані пироги. Після цієї простої їжі відбувалися людські жертвопринесення, що здійснювали знатні люди, які приводили для цього своїх рабів. Цим завершувалося свято.
По всій імперії ацтеків існували його храми або створювалися фігури. Найцінніші та найцікавіші з них знаходяться тепер у Національному музеї антропології та історії (Мехіко).